# Čuguš
Čuguš (rusky Чугуш, 3238 m n. m.) je hora v západní části Velkého Kavkazu. Leží na území Ruské federace na hranicích Adygejské republiky a Krasnodarského kraje. Na jejích svazích pramení řeka Belaja. Jedná se o nejvyšší horu Adygejska.